# Луси Џоунс
Луси Џоунс (енгл. Lucie Bethan Jones; Кардиф, 20. март 1991) велшка је певачица, глумица и модел. Пажњу је привукла током учешћа у шестој сезони музичког шоуа X Factor, где се пласирала осма. Представљаће Уједињено Краљевство на Песми Евровизије 2017.

## Живот и каријера
Џоунсова се родила у Пентирку, малом селу близу Кардифа, Велс. 2009, учествовала је у шестој сезони музичког шоуа X Factor, где се на аудицији представила са песмом Витни Хјустон I Will Always Love You. Елиминисана је у петој недељи током наступа уживо, изгубивши од ирског дуа Џедвард. Након такмичења, започела је манекенску каријеру. Појавила се и у неколико британских филмова и серија.

## Песма Евровизије 2017.
Године 2017, учествује на британској националној селекцији за представника Уједињеног Краљевства на Пемси Евровизије 2017. са песмом Never Give Up On You, чији је аутор Емели де Форест, победница Данске на Песми Евровизије 2013.

## Дискографија

### ЕП
- Believe (2015)

### Синглови
- You'll Never Walk Alone (2013)
- Confidence Is Conscienceless (2015)
- The Ballad of Midsomer County (2015)
- Never Give Up On You (2017)